# Ophisternon aenigmaticum
Ophisternon aenigmaticum Rosen & Greenwood, 1976 é uma espécie pertencente ao género de peixes serpentiformes Ophisternon da família Synbranchidae.